# Puryzm (malarstwo)

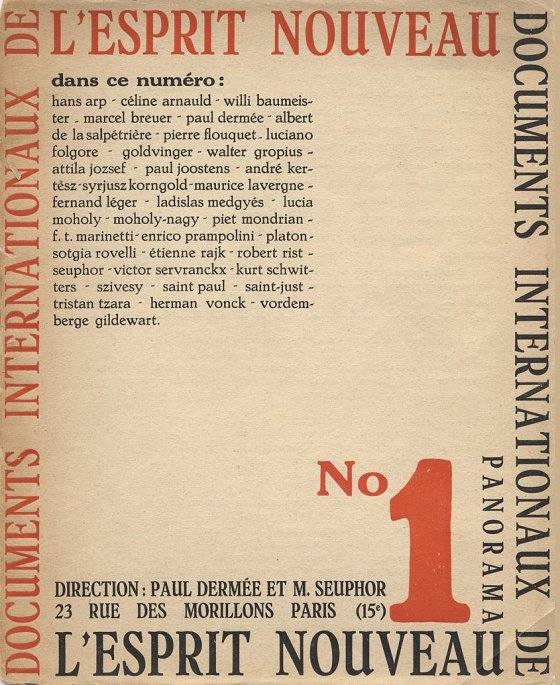
Strona główna pierwszego numeru „Espirit Nouveau”

Puryzm – kierunek w malarstwie współczesnym powstały z kubizmu syntetycznego, nawiązujący również do neoplastycyzmu i konstruktywizmu.

## Charakterystyka
Rozwijał się w latach 1916–1925, powołany przez Ozenfanta i Le Corbusiera w reakcji na postrzeganą degenerację kubizmu w zwykłą sztukę dekoracyjną. Puryzm wystrzegał się emocji i ekspresji, odrzucał czynnik fantazji i eksperymentu, opowiadał się za przemysłowym „duchem epoki”, sprowadzając wszystko do surowej, ascetycznej syntezy kształtu i barw. Jako wzór przyjęto techniczną precyzję maszyny.
Tezy te zostały ogłoszone przez Ozenfanta i Le Corbusiera w manifeście Après le Cubisme (1918), a następnie rozwinięte w piśmie „Espirit Nouveau” (1920–1925) i książce La Peinture Moderne (1925).
Typową tematyką była martwa natura – chłodna, czysta i bezosobowo wykończona. Stosowano kompozycję złożoną z płaskich, płynnie zrytmizowanych form geometrycznych w pastelowej kolorystyce. Była to sztuka o rygorystycznej dyscyplinie formalnej, w dużym stopniu związana z nowoczesną architekturą.
Puryzm nie miał istotnego znaczenia w malarstwie francuskim. Wywarł jednak wpływ na architektoniczne teorie konstruktywizmu i nauki Bauhausu.